# アルク (警備)
株式会社アルクは、東京都新宿区に本社を置く警備会社である。

## 特徴
東京都、神奈川県、千葉県、埼玉県の首都圏全域で警備保障業務を行う警備会社。
東京中央支社（旧 新宿支社）、多摩支社、千葉支社、埼玉支社、神奈川支社の5支社を有する。
他、交通規制の専門部署として埼玉支社内にTRS規制業務課があり。
- 警備業務認定番号

東京都公安委員会 第30000447号

## 業務内容
- 警備業務

1号警備（施設警備 保安警備 常駐警備 マンション警備 巡回警備 パトロール）
2号警備（交通誘導警備 雑踏警備 イベント警備）
4号警備（身辺警護 私邸警備）
- 警備以外の業務

高速道や一般道の交通規制業務

## 支社
- 東京中央支社 - 東京都豊島区高田3-14-29　KDX高田馬場ビル6F
- 多摩支社 - 東京都立川市曙町1-14-14　コアビル6F
- 埼玉支社（警備業務課/TRS規制業務課）- 埼玉県さいたま市浦和区東高砂町2-5　NBF浦和ビル7F
- 神奈川支社 - 神奈川県横浜市西区高島2丁目6番41号　福島ビル7階
- 千葉支社 - 千葉県千葉市中央区新町1-13　木村ビル1F

## 加盟団体
- 一般社団法人全国警備業協会
- 一般社団法人東京都警備業協会
- 一般社団法人神奈川県警備業協会
- 一般社団法人埼玉県警備業協会
- 一般社団法人千葉県警備業協会